# Trasmoz
Trasmoz ist ein nordspanischer Ort und eine Gemeinde (municipio) mit 83 Einwohnern (Stand: 2024) im Nordwesten der Provinz Saragossa im Westen der Autonomen Region Aragonien. Der Ort gehört zur bevölkerungsarmen Serranía Celtibérica.

## Lage und Klima
Der Ort Trasmoz liegt nur ca. 12 km (Luftlinie) nordöstlich der maximal ca. 2315 m hohen Sierra de Moncayo etwa 81 km (Fahrtstrecke) nordwestlich der Provinzhauptstadt Saragossa nahe der Grenze zur altkastilischen Provinz Soria in einer Höhe von ca. 700 bis 765 m; die sehenswerten Kleinstädte Tarazona und Borja befinden sich ca. 15 km nördlich bzw. 18 km östlich. Das Klima ist gemäßigt bis warm; Regen (ca. 485 mm/Jahr) fällt mit Ausnahme der Sommermonate übers Jahr verteilt.

## Bevölkerungsentwicklung
| Jahr      | 1857 | 1900 | 1950 | 2000 | 2017 |
| Einwohner | 384  | 340  | 287  | 60   | 86   |

Die Mechanisierung der Landwirtschaft, die Aufgabe bäuerlicher Kleinbetriebe und der damit verbundene Verlust von Arbeitsplätzen führten in der zweiten Hälfte des 20. Jahrhunderts zu einem deutlichen Rückgang der Bevölkerungszahl (Landflucht).

## Wirtschaft
Jahrhundertelang lebten die Bewohner des Ortes direkt oder indirekt als Selbstversorger von der Landwirtschaft, zu der auch die Viehhaltung gehörte. Heute spielen Obstbaumplantagen und Weinbau wesentliche Rollen im Wirtschaftsleben des Ortes; außerdem werden Ferienwohnungen (casas rurales) vermietet.

## Geschichte
Keltiberische, römische, westgotische und selbst maurische Siedlungsspuren wurden bislang nicht entdeckt. Im 8. Jahrhundert drangen arabisch-maurische Heere bis ins obere Ebro-Tal vor; um das Jahr 1120 wurde die Gegend von Alfons I. von Aragón zurückerobert (reconquista). Später gehörte sie zum Haus Luna und war zwischen den Königreichen Aragón und Kastilien umstritten (Guerra de los Dos Pedros); in dieser Zeit wurde über das gesamte Dorf die Exkommunikation verhängt, die bis heute nicht aufgehoben wurde. Der Streit der beiden Königreiche endete erst mit der Eheschließung der Katholischen Könige Isabella I. von Kastilien und Ferdinand II. von Aragón im Jahr 1469.

## Sehenswürdigkeiten

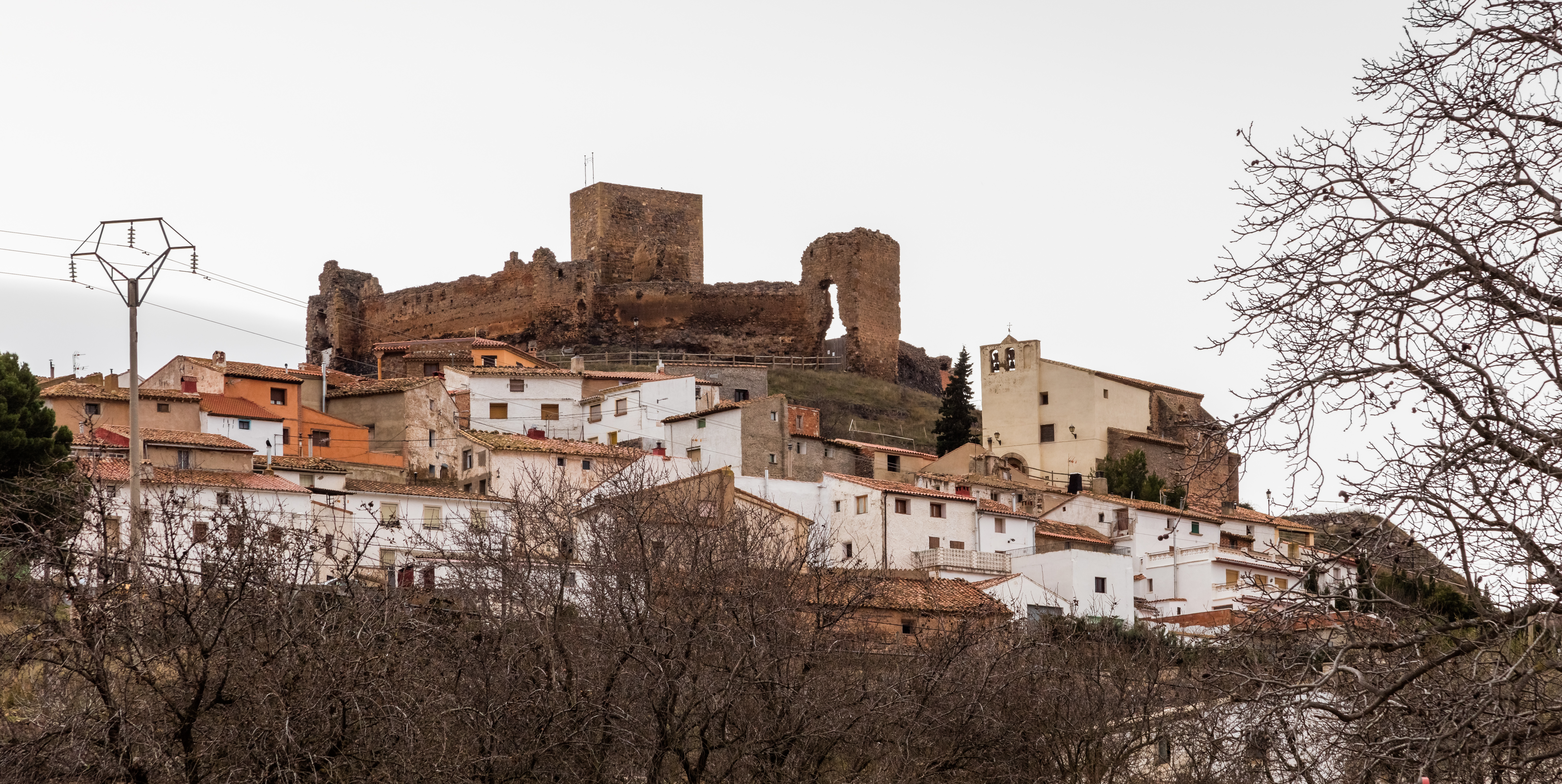
Trasmoz – Ort, Kirche und Burgruine

- Eine Burg (castillo) existierte wohl erst seit dem ausgehenden 12. Jahrhundert; danach wechselten Ort und Burg häufig den Grundherrn (señor). Während des „Kriegs der beiden Peter“ wurde die Burg wahrscheinlich zerstört. Im restaurierten Bergfried (torre del homenaje ) ist heute ein kleines Museum zur Ortsgeschichte eingerichtet.[5][6]
- Die im 16. Jahrhundert anstelle eines romanischen Vorgängerbaus errichtete Kirche Nuestra Señora de la Huerta steht am Ortsrand. Das romanische Portal mit einem Chrismon ist noch erhalten. Das Kirchenschiff (nave) hat ein einfaches hölzernes Tonnengewölbe; die polygonal gebrochene Apsis wird von einem spätgotischen Sterngewölbe überspannt.[7][8]